# Липицкий сельский округ
Липицкий сельский округ — упразднённая административно-территориальная единица, существовавшая на территории Серпуховского района Московской области в 1994—2006 годах.
Липицкий сельсовет был образован в первые годы советской власти. По данным 1923 года он входил в состав Липицкой волости Каширского уезда Московской губернии.
24 марта 1924 года Липицкая волость была передана в Серпуховского уезда.
В 1926 году Липицкий с/с включал 1 населённый пункт — село Липицы.
В 1929 году Липицкий с/с был отнесён к Серпуховскому району Серпуховского округа Московской области. При этом из него был выделен Михайловский с/с.
17 июля 1939 года к Липицкому с/с был присоединён Михайловский с/с (селения Банино и Михайловка).
14 июня 1954 года к Липицкому с/с были присоединены Селинский и Якшинский с/с.
1 февраля 1963 года Серпуховский район был упразднён и Липицкий с/с вошёл в Ленинский сельский район. 11 января 1965 года Липицкий с/с был возвращён в восстановленный Серпуховский район.
6 марта 1975 года к Липицкому с/с были присоединены селения Большая Городня, Демшинка, Дубачино, Рогово и Средняя Городня упразднённого Коргашинского с/с.
30 мая 1978 года в Липицком с/с было упразднено селение Средняя Городня.
23 июня 1988 года в Липицком с/с был упразднён посёлок Мостопоезд-411.
3 февраля 1994 года Липицкий с/с был преобразован в Липицкий сельский округ.
В ходе муниципальной реформы 2004—2005 годов Липицкий сельский округ прекратил своё существование как муниципальная единица. При этом все его населённые пункты были переданы в сельское поселение Липицкое. К началу проведения муниципальной реформы в состав округа входили следующие населённые пункты:
- Банино
- Большая Городня
- Вечери
- Глазово-2
- Демшинка
- Дубачино
- Зайцево
- Липицы
- Мещериново
- Михайловка
- Присады
- Рогово
- Селино
- Шепилово
- Якшино

29 ноября 2006 года Липицкий сельский округ исключён из учётных данных административно-территориальных и территориальных единиц Московской области.